# Antonius Marcellinus
(Flavius) Antonius Marcellinus war ein spätantiker römischer Politiker des 4. Jahrhunderts n. Chr.
Marcellinus stammte aus einer angesehenen Familie (illustris familia) und war ein vir clarissimus. Seine Karriere begann früh als Statthalter (praeses) von Lugdunensis Prima (319), wo er eine Verordnung Kaiser Konstantins zur Bekämpfung von Steuerhinterziehung umsetzte. Danach war er Prokonsul von Africa. Später diente er als Prätorianerpräfekt von Italien, Illyrien und Afrika, wo er als Senior unter seinen Kollegen Domitius Leontius (Prätorianerpräfekt des Ostens) und Fabius Titianus (Prätorianerpräfekt Galliens) agierte. Seine Amtszeit als Prätorianerpräfekt endete im Juni 341, als Aconius Catullinus sein Nachfolger wurde. Im gleichen Jahr erreichte Marcellinus den Höhepunkt seiner Karriere mit dem ordentlichen Konsulat.
Marcellinus war entweder der Vater oder der Großvater von Melania der Älteren.